# D. T. Suzuki
Daisecu Teitaro Suzuki (鈴木 大拙 貞太郎, Suzuki Daisetsu Teitarō), japonski pisatelj, predavatelj in strokovnjak zen budizma, * 18. oktober 1870, Hondamači, Kanazava, Japonska, † 12. julij 1966, Kamakura, Japonska.
D. T. Suzuki je bil avtor knjig in esejev na tematiko budizma, Zen in Šin. Zavzemal se je za širitev budizma, Zen, Šin (in vzhodne filozofije nasploh) v zahodne države. Prav tako bil znan prevajalec kitajske, japonske in sanskrtske literature. Dolgo časa je učil in poučeval na zahodnih univerzah in posvetil mnogo let profesorstvu na univerzi v Otani (japonska budistična šola).  
Leta 1963 je bil nominiran za Nobelovo nagrado za mir. 

## Biografija

### Zgodnje življenje
D. T. Suzuki se je rodil 18. oktobra 1870 v red samurajev, ki je razpadel po odstranitvi fevdalizma, zaradi česar je odraščal sam z mamo  v revščini. Ko je Suzuki odrasel, se je začel spraševati zakaj se je rodil in odraščal v takšnih težkih okoliščinah. Odgovore je iskal v različnih oblikah vere.  

### Izobrazba
Suzuki je študiral na Univerzi v Tokiu. Tam se je učil kitajskega, sanskrit, pali in nekaj evropskih jezikov. Med študentskimi leti na univerzi se je začel zanimati za vadbo Zen, katero je začel izvajati v Kamakuri. Suzuki je nekaj let živel in se šolal skupaj z učenjakom po imenu Paul Carus. Prvič sta se srečala na svetovnem parlamentu religij v Chicagu leta 1893. Tam ju je drugega z drugim seznanil Sojen Šaku. Carus je zaprosil Šakuja, da bi mu pomagal pri prevajanju vzhodne verske literature za zahodno kulturo. Sojen je namesto tega za to delo priporočil svojega učenca Suzukija. Njegovo prvo delo je bil prevod kitajske klasike Tao Te Čing. V tem obdobje njegovega življenja je Suzuki začel s svojim delom Outlines of Mahayana Buddhism. Carus je kasneje izdal svojo knjigo The Gospel of Buddha, v kateri je opisal budizem, katero je Suzuki prevedel v japonščino. Gibanje se je počasi začelo v zadnjih desetletjih 19. Stoletja. Med njihovimi člani so bili tudi Suzuki, Carus in Sojen. 

### Poroka
V letu 1911 se je Suzuki poročil z Beatrice Erskine Lane. Njegova žena je bila pripadnica vere imenovane teozofija, katere aktivni član je kasneje postal tudi Suzuki. 

## Kariera
S svojo ženo sta svoje skupno življenje namenila širjenju razumevanja mahajana budizma in leta 1921 ustanovila Vzhodno-budistično društvo, v katerem sta organizirala različna predavanja in seminarje, ki so temeljili na izobraževanju o mahajana budizmu. Suzukijev učitelj Sojen Šaku ga je v letu 1890 povabil v ZDA, kjer je opravljal delo prevajalca Šakujeve knjige v angleščino, kar je pomenilo začetek Suzukijeve kariere v pisanju v angleščini. Najbolj je bil slaven za svoje poučevanje o zen budizmu in njegovi zgodovini, zaradi česar je tudi odšel na daljšo izobraževalno pot po ameriških univerzah, na univerzi Columbia pa je pet let poučeval do leta 1957. V svojih poznejših letih je začel raziskovati vero Džodo Šinšu v kateri ga je vzgojila njegova mati. To budistično vero je tudi predstavil v budističnih cerkvah v ZDA. Zanimal se je za krščanski misticizem in za nekatere prepoznavne mistike kot je Mojster Eckhart, katerega je primerjal s sledilci Džodo Šinšu, imenovani Mjokonin. Bil je tudi eden izmed prvih, ki je raziskave o Mjokoninu predstavil tudi publiki zunaj meja Japonske. Suzuki je raziskoval predhodna stoletja budistične tradicije na Kitajskem ter kako je ta, po tem ko se je razširila na Japonsko, vplivala na japonsko kulturo in zgodovino. Poleg nominacije za Nobelovo nagrado leta 1963, pa je prejel tudi častno nagrado in sicer Japonsko nacionalno medaljo za kulturo, ki se podeljuje posameznikom, ki so doprinesli dosežke na akademskem področju za japonsko kulturo.

## Filozofija in ideologija
Suzukijev učitelj zen budizma, Sojen Šaku, je poudarjal, da ima mahajana budist korenine v zen tradiciji. Suzuki je temu nasprotoval in sicer s tem, da je v stoletjih razvoja zena na Kitajskem, to pobralo veliko prvin kitajskega taoizma. Verjel je, da so ljudje na skrajnem vzhodu zelo občutljivi oziroma v skladu z naravo, kot pa ljudje v Evropi in na severu Indije. Bil je mišljenja, da so religije neke vrste organizmi, ki skozi čas postanejo predmet nesporazumov ter imajo zmožnost, da se razvijajo in spreminjajo. Suzukijevo mnenje je bilo, da zen satori (prebujenje) pomeni najvišji cilj prakticiranja te tradicije, kar pa je zaznamovalo to tradicijo, je radikalno drugačen način življenja v primerjavi s tistim, ki so ga vodili indijski budisti. V Indiji je prevladovala ideja mendikanta (svetega prosijača), na Kitajskem pa so družbene okoliščine vodile v razvoj templjev in sistem centrov urjenja, kjer so opati in menihi opravljali vsakodnevna opravila. Ta opravila so vključevala vrtnarjenje ali kmetovanje, arhitektur, hišna opravila, administracijo in ljudsko zdravilstvo. Posledično sledi iz tega, da je razsvetljenstvo, ki ga je možno doseči v zen budizmu, izhajajoče iz zahtev in potencialnih frustracij vsakdanjega življenja. Suzuki je pogosto omenjan tudi v povezavi s Šolo psihologije Kjoto, vendar ni bil nikoli priznan kot njen uradni član. Zanimal se je tudi za druge tradicije poleg zenovske, v svoji knjigi Zen in japonski budizem poseže v zgodovino in začetke formiranja vseh večjih japonskih sekt. 

## Zen budizem
Ko je študiral na univerzi v Tokiu je prevzel prakticiranje Zena v templju Engaku-dži v Kamakuri, kjer se je prvotno poučeval pri Kosenu Rošiju. Po smrti Rošija, je kot učenec nadaljeval pri Sojenu Šakuju. Pod njegovim okriljem s Suzukijevi nauki bili interni in neverbalni ter vključevali daljša obdobja meditacije (zazen). Učenje naukov Zen budizma je Suzuki pisal kot štiri leta mentalnega, fizičnega, moralnega in intelektualnega napora. Medtem ko se je izobraževal v templju Engaku-dži, je živel meniško življenje, katero je z vsemi izkušnjami opisal v knjigi Trening meniha zen budizma, kjer  je vidike tega urjenja karakteriziral kot življenje ponižnosti, dela, pomoči, molitev, hvaležnosti in meditacije. V svojih dlih o zen budizmu je zapisal: »Zen je življenje brez vnaprejšnjih predstav. Za dojemanje zena so potrebna dolga leta, globoka predanost in skromnost, obenem pa zadostuje en trenutek intuicije, da bi ga razumeli.« Bil je eden izmed najpomembnejših oseb v širjenju zena na zahod, saj  je bil visoko izobražen in intelektualen napreden v znanju o zahodni filozofiji ter literaturi, kar mu je omogočalo, da je bil prepričljiv in uspešen v približevanju svojih idej zahodnemu občinstvu. Zanj je bil zen budizem praktična religija, katere poudarki na direktne izkušnje, so jo zbližale z oblikami misticizma, ki so za mnoge izobražence, kot je William James, izvir vseh religioznih sentimentov. Ideja splošne esence je Suzukijevo idejo zbližala z zahodnim občinstvom, ki se je poistovetilo z zahodnim ezoterizmom, ki je bil skrit v njej v obliki vzhodnjaškega misticizma. Suzuki predstavi verzijo zena, ki je najbolje opisan kot detradicionaliziran in esencializiran. Mnogi izobraženci so ga videli kot budističnega modernista, za katerega je značilno zavračanje poudarkov ritualov in metafizičnih elementov religije, saj so te elementi videni kot nesorazmerni z diskurzi modernizma. Vendar je bil hkrati kritiziran za svoj esencialistični pristop, nakar ga je kitajski filozof Hu Ših leta 1951 okaral za ustvarjanje idealizirane podobe zen budizma.  

## Vpletenost v nacizem in japonski nacionalizem
Suzuki je bil tudi kontraverzna osebnost zaradi svojega simpatiziranja z nacizmom. Brian Victoria, ameriški budist in pisatelj je preučeval dela Suzukija in odkril, da je slednji v japonskem budističnem časopisu leta 1936, odkrito simpatiziral s Hitlerjevimi načeli, ki mu jih je razložil sorodnik iz Nemčije. Trdil naj bi, da čeprav sta  antisemitizem in genocid nad Judi kruti dejanji, razume Hitlerja, saj naj bi to bilo potrebno, da se nemški narod ohrani. Kljub temu pa je sočustvoval z Judi, kot posamezniki prizadetimi med tem režimom. Sočasno so Suzukija kritizirali zaradi svojega odnosa do japonskega nacionalizma. V času obnove Meidži, se je splošno razširila filozofija Nihondžinron, ki je poudarjala edinstvenost Japoncev, katero so pripisovali njihovim različnim značilnostim. To edinstvenost je Suzuki pripisoval določenim aspektom zen budizma. Menil je namreč, da zen uteleša najosnovnejšo esenco filozofije in spiritualnosti ter, da je to edinstven izraz azijske kulture, za katero je menil, da je boljša v primerjavi z zahodnjaškim načinom mišljenja.

## Delo
Sodobniki Suzukija so priznavali njegovo delo, namreč bil je obsežno bran in tudi opažen ter komentiran s strani pomembnih oseb. Eno njegovih najbolj prepoznavnih del Uvod v zenovski budizem je vključevalo obsežen komentar svetovno znanega psihologa Carla Junga, ki je menil, da so Suzukijeva dela o zen budizmu nekatera izmed najboljših doprinosov znanju o  budizmu ter pohvalil njegov uspeh pri zbližanju zen budizma zahodnemu načinu razmišljanja.
Hkrati pa je kritiziral, da si je nekatere aspekte filozofije »sposodil« iz azijske spiritualnosti. 

## Prevodi v slovenščino
- Uvod v zenovski budizem (1998)